# Monique Hakim
Pour les articles homonymes, voir Hakim.
Monique Charlotte Hakim, née Monique Jafé le 21 novembre 1937 à Marseille et morte le 27 septembre 2013 à Los Angeles, en Californie, est une mathématicienne française, professeur des universités à l’université de Paris X-Nanterre. Elle était spécialiste de géométrie algébrique, d’analyse complexe à plusieurs variables et de dynamique holomorphe.

## Biographie
Après des études au  lycée Thiers de Marseille, Monique Jafé est reçue première en 1957 à l’École normale supérieure de Sèvres, elle  passe en 1960 l’agrégation de mathématiques. Elle prépare ensuite sous la direction  d’Alexandre Grothendieck une thèse de l'université de Paris, intitulée « Schémas Relatifs », qu’elle soutient en 1967 à la Faculté des sciences d'Orsay.
Pendant cette période, Jafé-Hakim est chercheuse au CNRS. Elle obtient après sa thèse un poste à l’université de Montpellier jusqu’à 1975, où elle est nommée professeure à l'université Paris X-Nanterre. Parallèlement, de 1975 à 1979, elle est aussi chargée de cours  à l'École Polytechnique.

## Travaux
Monique Hakim a apporté d'importantes contributions dans trois domaines distincts.

### Topos classifiants
Les premiers travaux de Monique Hakim s'inscrivent dans le programme lancé par Alexandre Grothendieck pour refonder la géométrie algébrique. Il s'agit en particulier dans la thèse de Hakim de  formaliser une théorie de schémas relatifs qui rende compte d'une notion intuitive de famille de schémas paramétrée par un espace annelé et de mettre au point un cadre qui permette ainsi de faire de la géométrie algébrique relative sur des variétés différentiables ou des espaces analytiques. Hakim l'a formulée dans le cadre des topos. Ce travail considéré comme pionnier, a été un point de départ dans l'usage de la théorie des topos classifiants, en particulier en logique.  
Dans son cours à l’IHES en 2015, Laurent Lafforgue explique par exemple : « La notion de topos classifiant d’une théorie du premier ordre (au sens de la logique) est apparue dans des cas particuliers dans la thèse de M. Hakim dirigée par Grothendieck et a été progressivement systématisée dans la première moitié des années 1970 par Lawvere, Cole, Reyes, Joyal, Makkai et d’autres ».  Avec Olivia Caramello, il précise : « Moins universellement connue [que les invariants des topos associés aux objets géométriques] mais tout aussi remarquable et importante est la possibilité, découverte dans les années 1970 par des logiciens à partir de premiers exemples donnés dans la thèse de Monique Hakim, d'associer à toute théorie du premier ordre (au sens de la logique) qui est « géométrique », un topos bien défini à équivalence près, appelé son topos classifiant, qui incarne le contenu mathématique de cette théorie ».

### Valeurs au bord des fonctions de plusieurs variables complexes
Après cette thèse, Monique Hakim s’intéresse brièvement à la recherche opérationnelle, puis plus durablement à l’analyse à plusieurs variables complexes, tout en étant chercheuse associée au laboratoire de mathématiques de l’université de Paris-Sud.
En analyse complexe, elle étudie les valeurs au bord des fonctions holomorphes bornées dans la boule unité B de l'espace complexe de dimension {\displaystyle p}, {\displaystyle C^{p}}, pour {\displaystyle p} supérieur ou égal à 2 ; en particulier elle s'intéresse aux fonctions intérieures, c’est-à-dire  les  fonctions holomorphes bornées non constantes sur {\displaystyle B} dont la limite radiale est de module 1 presque partout sur le bord de la boule unité ; la limite radiale en un point {\displaystyle z} du bord de {\displaystyle B} est la limite le long du segment joignant le centre de la boule à {\displaystyle z}, c’est-à-dire {\displaystyle \lim _{r\to 1,~r<1}f(rz)}. On savait caractériser ces fonctions en dimension 1, mais en dimension supérieure, Walter Rudin avait conjecturé en 1965 qu’il n’en existe pas. En 1981, à quelques semaines d’intervalle, indépendamment et avec une approche différente, A.B. Alexandrov, d’une part, et M. Hakim et Nessim Sibony, d’autre part, démontrent des résultats qui semblent infirmer la conjecture de Rudin et font penser que des fonctions intérieures peuvent en fait exister. C’est en raffinant la méthode de Hakim-Sibony que E. Løw montre quelques semaines plus tard que l’on peut en effet construire des fonctions intérieures. L’ensemble de ces résultats font l’objet en 1983 d’un exposé au séminaire Nicolas Bourbaki. La méthode constructive de Hakim et Sibony leur a aussi fourni des informations sur les zéros ou les valeurs au bord  des modules de fonctions holomorphes bornées sur la boule unité, en dimension {\displaystyle p\geq 2}.

### Dynamique holomorphe
Enfin Monique Hakim s’est intéressée à la dynamique holomorphe. Comme l'expliquent M. Arizzi et J. Raissy dans leur article de synthèse : « Les techniques de Hakim ont été largement utilisées dans l'étude de l'existence de courbes paraboliques, de bassins d'attraction et de domaines de Fatou-Bieberbach, c'est-à-dire des ouverts propres de {\displaystyle C^{p}} biholomorphes à {\displaystyle C^{p}} ».
Un des résultats les plus célèbres en dynamique holomorphe à une variable est le théorème de la fleur de Leau-Fatou, qui décrit la dynamique d’une fonction holomorphe définie au voisinage de l’origine et fixant l’origine (autrement dit {\displaystyle g(0)=0}). On peut écrire cette fonction au voisinage de l’origine sous la forme {\displaystyle g(\zeta )=\zeta +a_{k}\zeta ^{k}+O(\zeta ^{k+1})}, avec {\displaystyle k\geq 2} et {\displaystyle a_{k}} non nul. Le théorème dit alors qu’il existe {\displaystyle k-1} domaines disjoints  {\displaystyle D_{1}}, … , {\displaystyle D_{k-1}} du plan complexe qui contiennent l’origine dans leurs bords et qui vérifient les propriétés suivantes :
- chaque domaine est invariant par {\displaystyle g}, c’est-à-dire que l’image du domaine  par la fonction {\displaystyle g} est encore contenue dans le domaine ;
- la dynamique de {\displaystyle g} attire ces domaines vers l’origine, c’est-à-dire que si on considère successivement l’image par {\displaystyle g} du domaine, puis l’image par {\displaystyle g} de cette image, puis l’image par {\displaystyle g} de l’image de l’image, etc., le résultat tend vers 0.  Autrement dit, {\displaystyle \lim _{n\to \infty }g^{\circ n}(D_{i})=0}  (où {\displaystyle g^{\circ n}} signifie qu'on compose {\displaystyle g} avec lui-même {\displaystyle n} fois).  De tels domaines sont appelés « domaines paraboliques » pour {\displaystyle g}.

Monique Hakim a fait un pas décisif dans la généralisation de ce résultat en dimension supérieure, en construisant des courbes paraboliques pour le  germe à l’origine  d’un difféomorphisme {\displaystyle f} holomorphe de  {\displaystyle C^{p}}  dans {\displaystyle C^{p}}, {\displaystyle p\geq 2},  fixant l’origine et tangent à l’ identité, c’est-à-dire tel que la différentielle de {\displaystyle f} en 0 est l’identité. 
Les {\displaystyle p} composantes de {\displaystyle f=(f_{1},\ldots ,f_{p})} peuvent s’écrire sous la forme {\displaystyle f_{j}=z_{j}+P_{j,d_{j}}+P_{j,d_{j+1}}+\cdots }, où les {\displaystyle P_{j,k}} sont des polynômes homogènes de degré {\displaystyle k}, {\displaystyle d_{j}} étant le plus petit degré des polynômes (non nuls) qui interviennent dans ce développement. Le plus petit des {\displaystyle d_{j}} est appelé l'ordre de {\displaystyle f} (on le note simplement {\displaystyle d}). 
Une direction caractéristique pour {\displaystyle f} est par définition la direction définie par un vecteur {\displaystyle (v_{1},\ldots ,v_{p})}  pour lequel il existe un nombre complexe {\displaystyle \lambda } tel que  {\displaystyle P_{j,d}(v_{1},\ldots ,v_{p})=\lambda v_{j}} pour {\displaystyle j=1,\dots ,p}. Elle est dite non dégénérée si {\displaystyle \lambda } est non nul. 
Dans ce contexte, Hakim appelle « courbe parabolique pour {\displaystyle f} en 0 »  une application holomorphe injective {\displaystyle \Phi } d’un domaine {\displaystyle D} simplement connexe du plan complexe {\displaystyle C} dans {\displaystyle C^{p}} vérifiant :
1. {\displaystyle 0} est dans le bord de {\displaystyle D}, {\displaystyle \Phi } est continue en {\displaystyle 0}, et {\displaystyle \Phi (0)=0};
2. {\displaystyle \Phi (D)} est invariant par {\displaystyle f} et attiré par l’origine, autrement dit {\displaystyle \lim _{n\to \infty }f^{\circ n}(\Phi (D))=\{0\}}.

De plus si la direction définie par le vecteur {\displaystyle \Phi (z)} tend vers une direction {\displaystyle v} quand {\displaystyle z} tend vers 0, on dit que la courbe parabolique est tangente à {\displaystyle v} en 0.
Hakim montre alors que  pour toute direction caractéristique non-dégénérée de {\displaystyle f}, il y a {\displaystyle d-1} courbes paraboliques tangentes à cette direction en 0. 
Elle montre de plus qu’avec certaines conditions supplémentaires sur la direction caractéristique, il existe des domaines invariants de dimension plus grande que 1 attirés par l’origine,.